# 長尾明希
長尾 明希（ながお あき、1984年9月23日 - ）は、日本の女性声優。千葉県出身。

## 来歴
2025年3月31日、同日付でオフィスPACが事業停止したことに伴い、翌4月1日付でフリー転向。

## 人物
特技・趣味は馬術、古文書解読、殺陣。

## 出演
太字はメインキャラクター。

### テレビアニメ
2012年
- 坂道のアポロン（女生徒、女子）
- LUPIN the Third -峰不二子という女-（子供）

2013年
- 閃乱カグラ（生徒B）
- フリージング ヴァイブレーション（女子アナウンサー、アナウンス、オペーレーターD）
- マギ The kingdom of magic（純々）

2014年
- グラスリップ（客B、カゼミチ常連客）
- 残響のテロル（若本、女A、受付）
- ハイキュー!!（女生徒B）

2015年
- 牙狼〈GARO〉-炎の刻印-（イザベル、女、侍女）
- パンチライン（局アナ）
- ルパン三世 PART IV（報道陣B）

2017年
- ナナマル サンバツ（越山誓）

2018年
- レイトン ミステリー探偵社 〜カトリーのナゾトキファイル〜（2018年 - 2019年、リドリー・フレメンス）
- グラゼニ（朱美）

2020年
- 呪術廻戦（従業員、改造人間）

2023年
- アンデッドガール・マーダーファルス（ローザ）

2024年
- 青の祓魔師 雪ノ果篇（中年女性）

### 劇場アニメ
- LUPIN THE IIIRD 次元大介の墓標（2014年、コンサート会場・女性客[9]）

### ゲーム
2012年
- エクストルーパーズ

2013年
- LIGHTNING RETURNS : FINAL FANTASY XIII

2014年
- ゼルダ無双（インパ）
- グランブルーファンタジー

2015年
- 超銀河船団（キュラル）
- スター・ウォーズ バトルフロント (2015)

2016年
- 三國志13
- アンチャーテッド 海賊王と最後の秘宝
- 討鬼伝2

2017年
- ニーア オートマタ
- レイトン ミステリージャーニー カトリーエイルと大富豪の陰謀（リドリー・フレメンス）
- コール オブ デューティ ワールドウォーII

2018年
- Fallout 76

2019年
- Far Cry New Dawn（ルー）
- 侍魂オンライン-朧月伝-（色）

2022年
- タクティクスオウガ リボーン

2024年
- 呪術廻戦 戦華双乱（2024年）
- ファイナルファンタジーVII リバース

### ドラマCD
- フリージング ヴァイブレーション DVD&BD Vol.1特典ドラマCD

### 吹き替え

#### 映画
- アジャストメント
- アメリカン・スナイパー
- エクスペンダブルズ3 ワールドミッション（女性2）
- エンダーのゲーム（ドアモニター女）
- おとなの恋には嘘がある
- オフロでGO!!!!! タイムマシンはジェット式2
- 紅海リゾート -奇跡の救出計画-（レイチェル・ライター〈ヘイリー・ベネット〉）
- ジングル・オール・ザ・ウェイ2
- SUPER8/スーパーエイト
- 大脱出（ジェシカ・ミラー〈ケイトリオーナ・バルフ〉）
- 沈黙のSHINGEKI/進撃（メイ〈アナリン・マッコード〉）
- ディアトロフ・インシデント（デニース）
- ディラン・ドッグ デッド・オブ・ナイト
- デッドゲームシティ（ソフィア）
- パニック・マーケット3D（ティナ〈シャーニ・ヴィンソン〉）
- パラダイス牧場（チ・ミレ）
- ハリー・ポッターと死の秘宝 PART2（女子学生）
- ビザンチウム
- フィフティ・シェイズ・オブ・グレイ
- フライング・ギロチン（グワルギャ・ムーセン〈リー・ユーチュン〉）
- プロジェクト・アルマナック
- マーヴェリックス/波に魅せられた男たち
- マチェーテ
- マライアと失われた秘宝の謎（モニカ〈レナ・ヘディ〉）
- マレフィセント（洗濯女2）
- リトルデビル（サマンサ・ブルーム〈エヴァンジェリン・リリー〉）
- ルパン三世
- ロボコップ（ジェイ・キム〈エイミー・ガルシア〉）

#### ドラマ
- I AM 私の分岐点 #1（ニコラ〈ヴィッキー・マクルア〉[12]）
- アガサ・クリスティー ミス・マープル 蒼ざめた馬
- アメリカン・ホラー・ストーリー
- 怪しい彼女（パン・ハナ）
- ARROW/アロー（シン〈ベックス・テイラー＝クラウス〉）
- ヴァンパイア・ダイアリーズ4（キンバリー）
- エージェント・オブ・シールド（キャリー）
- エスケープ・アーティスト 無罪請負人（ヘレン）
- エレメンタリー ホームズ&ワトソン in NY
- THE KILLING/キリング2
- ギルモア・ガールズ シーズン5
- グッド・ファイト 華麗なる逆転（モニカ・ティモンズ）
- グッド・ワイフ（モニカ・ティモンズ）
- クリミナル・マインド FBI行動分析課
- GRIMM/グリム（ジュリエット・シルバートン〈ビッツィー・トゥロック〉）
- クロスボーンズ/黒ひげの野望（ネリー）
- 刑事ジョー パリ犯罪捜査班
- 刑事モース〜オックスフォード事件簿〜（ジョアン・サーズデイ）
- コールドケース 7
- 新チャーリーズ・エンジェル
- スーパーナチュラル シーズン10
- チェサピーク海岸（リー）
- デアデビル（マーシ・スタール〈エイミー・ルトバーグ〉）
- デスパレートな妻たち8
- デビアスなメイドたち（ペリ・ウェストモア）
- TRUE DETECTIVE/迷宮捜査（イライザ・モンゴメリー〈サラ・ガドン〉）
- 12 Rounds 2: Reloaded
- トランスポーター ザ・シリーズ（ジュリエット・デュボア〈デルフィーヌ・シャネアック〉）
- ノーリミット3（ゾエ）
- PERSON of INTEREST 犯罪予知ユニット
- バーン・ノーティス 元スパイの逆襲6
- パラダイス牧場（チ・ミレ）
- ハリー・パーマー 国際諜報局（ジーン・コートニー〈ルーシー・ボイントン〉[13]）
- ハンニバル（ビヴァリー・キャッツ〈ヘティエンヌ・パーク〉）
- FIRES〜オーストラリアの黒い夏〜 #5（ナウラ〈ヘラナ・サワイレス〉[14]）
- ビトゥィーン（ワイリー）
- 秘密の扉（昭媛ムン氏）
- THE FALL 警視ステラ・ギブソン（サラ・ケイ）
- ブラック・ミラー シーズン2（トニー）
- プリティ・リトル・ライアーズ
- VEGAS/ベガス
- ボードウォーク・エンパイア
- BONES8
- ボルジア家2 愛と欲望の教皇一族（カタリーナ）
- ホワイトカラー
- マイノリティ・リポート
- MACGYVER/マクガイバー（ニッキ・カーペンター〈トレイシー・スピリダコス〉）
- マスケティアーズ/三銃士（サビーヌ）
- Major Crimes 〜重大犯罪課（シンシア）
- THE MENTALIST/メンタリスト シーズン4、シーズン6 #17（ジーナ・ペトロチェッリ（アンジェリーク・カブラル/Angelique Cabral））
- ヤング・スーパーマン（キャット・グラント〈エミリー・ウラアップ〉）
- リゾーリ&アイルズ ヒロインたちの捜査線
- リバーデイル（ヴェロニカ・ロッジ）
- リベンジ
- レボリューション（ミア）
- LEFTOVERS/残された世界
- Law & Order:UK（エレノア）
- LAW & ORDER:LA
- ロスト・ガール シーズン2（ヴァル）
- ワンス・アポン・ア・タイム（ジャック、タイガー・リリー）

#### アニメ
- インサイド・ヘッド（ママのヨロコビ）
- インサイド・ヘッド2[15]（ママのヨロコビ）
- サンダーバード ARE GO
- 天才犬ピーボ博士のタイムトラベル
- ぼくはクラレンス!（メアリー[16]）
- ミッキーのミニー救出大作戦
- ミッキーマウス!
- ラーヤと龍の王国（テイルの長）

### ナレーション
- 名探偵コナンBD-Live「製作現場リポート」

### ボイスオーバー
- アメリカ〜真実の物語
- 現代の驚異
- スーパーヒューマンズ
- 地球ドラマチック 「古代ローマ 陰謀と退廃の街〜海に沈んだもうひとつのポンペイ〜」
- ボディーランゲージ
- モーガン・フリーマンが語る宇宙

### 舞台
- 真田風雲録　（築地ブディストホール、猿飛佐助）
- CRIMES OF THE HEART　（PACアトリエ、メグ・マグラス）
- 見よ、飛行機の高く飛べるを　（PACアトリエ、杉坂初江）

### その他コンテンツ
- 大成建設 シンガポール篇